# Championnats du monde de triathlon longue distance 2021
Navigation
Édition précédente Édition suivante
Les championnats du monde de triathlon longue distance 2021, 27e édition de la compétition, ont lieu le 12 septembre 2021 à Almere aux Pays-Bas. Ils sont organisés par la Fédération internationale de triathlon (World Triathlon).

## Palmarès
« Top 10 » hommes et femmes du championnat du monde longue distance 2021.
| Rang               | Nom                     | Pays | Temps           |
| ------------------ | ----------------------- | ---- | --------------- |
| Médaille d'or      | Kristian Høgenhaug      |      | 7 h 37 min 46 s |
| Médaille d'argent  | Jesper Svensson         |      | 7 h 39 min 25 s |
| Médaille de bronze | Reinaldo Colucci        |      | 7 h 45 min 15 s |
| 4                  | Evert Scheltinga        |      | 7 h 49 min 32 s |
| 5                  | Thomas Steger           |      | 7 h 54 min 56 s |
| 6                  | Pablo Dapena González   |      | 7 h 55 min 54 s |
| 7                  | Tomas Renc              |      | 7 h 56 min 6 s  |
| 8                  | Victor Arroyo Bugallo   |      | 8 h 0 min 17 s  |
| 9                  | Milan Brons             |      | 8 h 0 min 49 s  |
| 10                 | João Francisco Ferreira |      | 8 h 3 min 36 s  |

| Rang               | Nom                  | Pays | Temps           |
| ------------------ | -------------------- | ---- | --------------- |
| Médaille d'or      | Sarissa De Vries     |      | 8 h 32 min 4 s  |
| Médaille d'argent  | Manon Genêt          |      | 8 h 34 min 22 s |
| Médaille de bronze | Michelle Vesterby    |      | 8 h 38 min 53 s |
| 4                  | Elisabetta Curridori |      | 8 h 41 min 8 s  |
| 5                  | Leanne Fanoy         |      | 8 h 45 min 14 s |
| 6                  | Sarah Crowley        |      | 8 h 48 min 37 s |
| 7                  | Annah Watkinson      |      | 8 h 51 min 7 s  |
| 8                  | Saleta Castro        |      | 9 h 12 min 44 s |
| 9                  | Line Bonde           |      | 9 h 13 min 33 s |
| 10                 | Simona Křivánková    |      | 9 h 17 min 1 s  |